# Damian Sylwestrzak
Damian Sylwestrzak (Wrocław, 16 maart 1992) is een Pools voetbalscheidsrechter. Hij is in dienst van FIFA en UEFA sinds 2021. Ook leidt hij sinds 2020 wedstrijden in de Ekstraklasa.
Op 18 juli 2020 leidde Sylwestrzak zijn eerste wedstrijd in de Poolse nationale competitie. Tijdens het duel tussen Wisła Kraków en Arka Gdynia (0–1) trok de leidsman tweemaal de gele kaart. In Europees verband debuteerde hij op 28 juli 2022 tijdens een wedstrijd tussen Paide Linnameeskond en FC Ararat-Armenia in de tweede voorronde van de UEFA Europa Conference League; het eindigde in 0–0, waarna de thuisploeg met 5–3 wint op strafschoppen, en Sylwestrzak trok achtmaal een gele kaart. Zijn eerste interland floot hij op 13 oktober 2023, toen Liechtenstein met 0–2 verloor van Bosnië en Herzegovina door doelpunten van Amar Rahmanović en Miroslav Stevanović. Tijdens dit duel gaf Sylwestrzak alleen aan de Liechtensteiner Dennis Salanović een gele kaart.

## Interlands
| Datum            | Plaats                 | Wedstrijd                             | Uitslag | Competitie             | Kreeg geel | Kreeg voor de tweede keer geel en dus rood | Weggestuurd |
| ---------------- | ---------------------- | ------------------------------------- | ------- | ---------------------- | ---------- | ------------------------------------------ | ----------- |
| 13 oktober 2023  | Vaduz, Liechtenstein   | Liechtenstein – Bosnië en Herzegovina | 0 – 2   | EK 2024 kwalificatie   | 1          | 0                                          | 0           |
| 8 september 2024 | Košice, Slowakije      | Slowakije – Azerbeidzjan              | 2 – 0   | Nations League 2024/25 | 4          | 0                                          | 0           |
| 14 oktober 2024  | Reykjavik, IJsland     | IJsland – Turkije                     | 2 – 4   | Nations League 2024/25 | 4          | 0                                          | 0           |
| 24 maart 2025    | Serravalle, San Marino | San Marino – Roemenië                 | 1 – 5   | WK 2026 kwalificatie   | 4          | 0                                          | 0           |

Laatst bijgewerkt op 27 maart 2025.